# Jette Kristensen
Jette Kristensen (født 1945 eller 1946) er en dansk politiker fra Socialdemokratiet, der fra 2000 til 2001 var borgmester i Roskilde Kommune.
Kristensen blev valgt til byrådet i 1981. I 1987 blev hun leder af AOF i Roskilde. I byrådet var hun desuden formand for den socialdemokratiske gruppe samt viceborgmester. Ved den mangeårige socialdemokratiske borgmester Henrik Christiansens pludselige død i november 2000 blev Jette Kristensen valgt til borgmester, i første omgang konstitueret og fra 20. december 2000 officielt..
Ved kommunalvalget i 2001 tippede magten dog, og Venstres Bjørn Dahl blev konstitueret som borgmester i kommunen, der siden 1978 havde haft uafbrudt socialdemokratisk styre. Ved kommunalvalget i 2005 forsøgte Jette Kristensen at blive socialdemokratisk spidskandidat i den ny Roskilde storkommune, men tabte til Ramsøs daværende socialdemokratiske borgmester, Poul Lindor Nielsen.